# Maria Cantemir
Maria Cantemir (n. 29 aprilie 1700, Iași, Moldova – d. 9 septembrie 1754, Moscova, Imperiul Rus) a fost o nobilă română, fiica lui Dimitrie Cantemir, doamnă de onoare și metresa Țarului Petru cel Mare.

## Biografie
Maria s-a născut la Iași, ca fiică a prințului Dimitrie Cantemir și a soției sale Casandra, spre deosebire de sora sa Smaranda (1701-1720) și de cei 4 frați ai săi Matei (1703-1771), Constantin (1705-1747), Șerban sau Serghei (1706-1780) și Antioh Dimitrievici Cantemir (1708-1744) care s-au născut la Istanbul. A primit o educație foarte bună. Începând cu anul 1711, ea a trăit în Rusia și, în cadrul festivităților din toamna și iarna 1721-1722 dedicate încheierii păcii de la Nystadt (30 august 1721), s-a implicat într-o relație cu împăratul Petru I al Rusiei. Maria l-a urmat pe Petru în Astrahan în 1722 unde a născut un fiu. Copilul a murit în 1723 posibil otrăvit de medicul împărătesei Ecaterina. (Conform unui studiu redactat pe această temă de istoricul rus Leonid Nikolaevici Maikov, publicat în 1897, Maria a fost constrânsă să avorteze în secret, sub supravegherea medicului Curții, Polikala, la presiunea țarinei. După alte surse, copilul se naște mort.)
Ecaterina a privit-o pe Maria ca pe o amenințare și s-a temut să nu fie înlocuită ca împărăteasă cu Maria. Relația cu Petru a continuat până la moartea acestuia în 1725 când a fost obligată să părăsească curtea. A fost doamnă de onoare a Marii Ducese Natalia în perioada 1727–28 și a împărătesei Ana a Rusiei în perioada 1730–31. Apoi, ea a găzduit un salon literar la Sankt Petersburg.

### Lovisa von Burghausen
Maria Cantemir este menționată în faimoasa biografie a suedezei Lovisa von Burghausen. Lovisa, care a scris celebra carte mai târziu, a fost prizoniera lui Dimitrie Cantemir în anii 1713-1714. Lovisa le creditează pe Maria și sora sa Smaranda cu salvarea vieții sale, în iarna acelui an, prin aducerea ei în dormitorul fetelor după ce fusese "pedeapsită" să doarmă într-o cameră neîncălzită în timpul iernii.